# Juan Bautista Spotorno
Juan Bautista Spotorno Georovich (Trinidad, 13 de septiembre de 1832-Trinidad, 29 de octubre de 1917) fue un patriota cubano de origen italiano que llegó a ser «presidente de la República en Armas» de Cuba en 1875-1876. Alcanzó el grado de coronel del Ejército Libertador y sucesivamente fue miembro de la Cámara de Representantes de Cuba, cargo que fue caracterizado por su honestidad y rectitud.

## Niñez y primeros estudios
Sus padres, nacidos en Italia cerca de Génova, ad Albisola, disfrutaban, al venir él a la vida, de una desahogada posición. Casi niño fue enviado a Europa, especialmente en Italia donde asimiló los ideales del Risorgimento italiano y aprendió el italiano (que hablaba perfectamente).
Después de algunos años de estancia en el Viejo Continente y en los Estados Unidos, volvió a su ciudad natal, rico de conocimientos, con despierta la imaginación y gozoso el espíritu. En los Estados Unidos comenzó a estudiar medicina, carrera que no llegó a terminar por haberse dedicado activamente al comercio.

## Primeros ideales revolucionarios
Inflamado de ardiente patriotismo desde los más tiernos años, tomó parte en la conspiración de que fue caudillo y mártir Isidoro de Armenteros. Huyendo en esa época de la persecución española, se refugió en los Estados Unidos, de donde regresó a poco. Sin perder tiempo se dedicó tenazmente a prepararse para otra conspiración y para tomar las armas nuevamente —como militar— contra el colonialismo español.
Gracias a sus conocimientos hizo una rápida carrera militar: el 18 de septiembre de 1868, alcanzó el grado de Coronel del Ejército Libertador.

## Participación en la República en Armas
Producto de cargos militares que desempeñó en su pueblo, cuando estalló la Guerra de los Diez Años en 1868 y se alzaron en Las Clavellinas, se unió al campo insurrecto, aportando sus conocimientos militares y resistiendo más de un año en solitario en la provincia de Las Villas.
Solo cuando ya se vio aislado y sin recursos emprendió la marcha al Camagüey, bajo la jefatura militar, entonces, del mayor general Ignacio Agramonte y Loinaz. Allí desempeñó importantes combates como los de Sebastapol y la Horqueta, asumiendo después la dirección de la "Brigada Sur".
En la Cámara de Representantes se distinguió siempre por el radicalismo franco y honesto de sus ideas. Nombrado más tarde Presidente de la Cámara, se vio, por varias circunstancias, exaltado interinamente a la Presidencia de la República, producto de sucesos ocurridos en las Lagunas de Varona. Decretó en 1875 (como Presidente de Cuba) medidas enérgicas: entre ellas la del famoso decreto bolivariano en virtud del cual sería condenado a muerte y pasado por las armas todo emisario, español o cubano, que se presentara en el campo de la insurrección haciendo proposiciones de paz, no basadas en los principios sustentados por los cubanos rebeldes.
Después de entregar la presidencia a Tomás Estrada Palma, y volver a ser diputado, tuvo que sufrir el trago amargo de participar en las negociaciones del Pacto del Zanjón.

## Después de la guerra
Ingresó en el Partido Autonomista, partido del que fue un leal y convencido adepto.
La revolución del 95, obra de José Martí, lo tuvo entre sus adversarios aunque moderados. Pensando acaso en hacer un bien a su patria, se entrevistó con Bartolomé Masó, a raíz del pronunciamiento de éste en Bayate, tratando de convencerlo y atraerlo a la legalidad bajo el régimen de España, cosa que fue inútil. Tuvo que sufrir el bochorno de que se propusiese aplicarle el decreto que el mismo había promulgado en la contienda pasada.
Cansado ya producto de sus 85 años, y después de terminada la guerra, muere el 29 de octubre de 1917 rodeado del respeto de todos.